# 陈氏 (邢简妻)
鲁国夫人陈氏（10世纪—994年），辽朝营州（治今河北省昌黎县）人，名不详。父亲是陈径，五代时曾官至司徒。辽代才女，邢简的妻子，以贤惠闻名。死后被睿智皇后追赠为鲁国夫人。其生平事迹在《辽史·列女传》中有记载。
陈氏刚刚到出嫁的年龄时，就已经能广泛浏览并精通儒家经典的意义，凡是她看过的诗词歌赋就能背诵，她尤其喜欢吟咏作诗，当时的人都称她为女秀才。二十岁时，她嫁给了邢简。她孝敬公婆，家里很和睦，亲戚都十分看重她。陈氏有六个孩子，她亲自教他们读经典。她的两个儿子邢抱朴、邢抱质都因为贤能，做到了宰相的官职。统和十二年（994年）陈氏去世。睿智皇后萧绰知道了，十分悲伤，叹息哀悼，追赠她为鲁国夫人，并且刻石碑以表彰她的品行。到了出殡埋葬时，派遣了使者来祭祀。人们评价她“贞静柔顺，妇道母仪始终无慊”等。